# Ракув (Вроцлавський повіт)
Ракув (пол. Raków) — село в Польщі, у гміні Длуґоленка Вроцлавського повіту Нижньосілезького воєводства.
Населення — 305 осіб (2011).
У 1975-1998 роках село належало до Вроцлавського воєводства.

## Демографія
Демографічна структура станом на 31 березня 2011 року:
|          | Загалом | Допрацездатний вік | Працездатний вік | Постпрацездатний вік |
| -------- | ------- | ------------------ | ---------------- | -------------------- |
| Чоловіки | 146     | 37                 | 102              | 7                    |
| Жінки    | 159     | 32                 | 93               | 34                   |
| Разом    | 305     | 69                 | 195              | 41                   |